# Fahrenheit

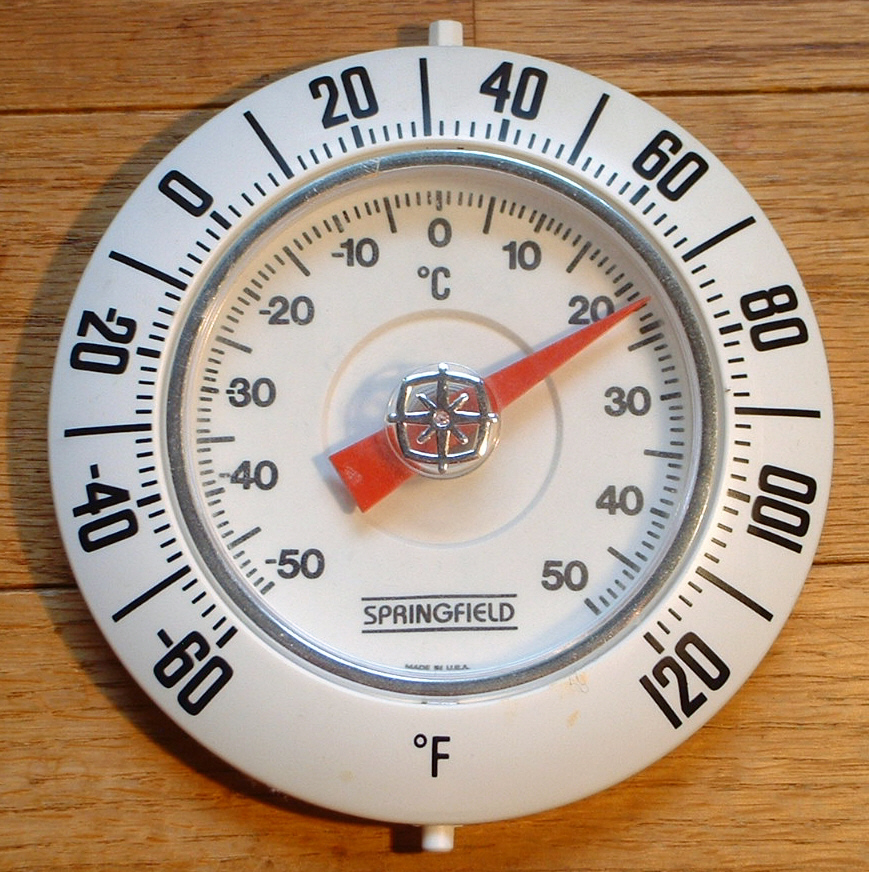
Thermometer met de temperatuur in Fahrenheit op de buitenrand en die in Celsius daarbinnen.

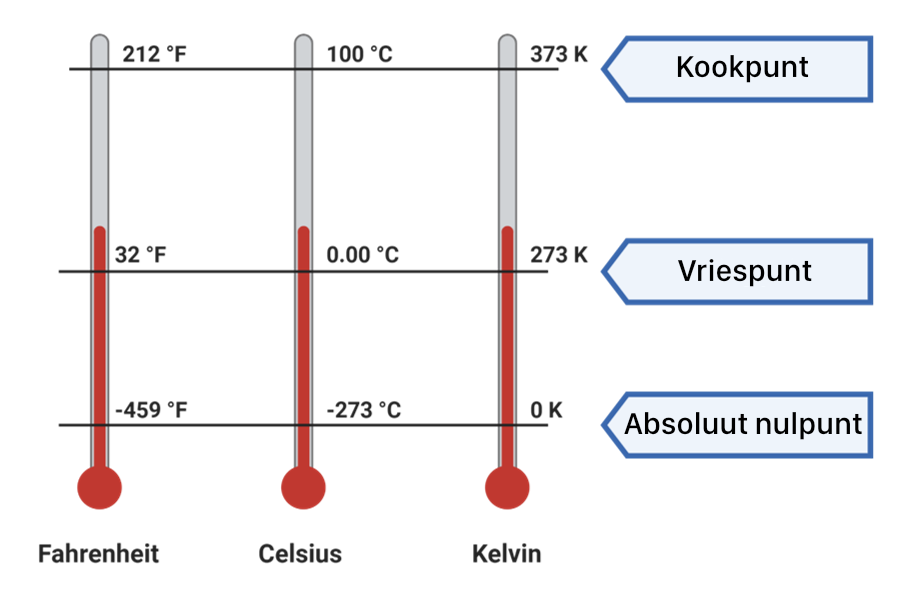
Vergelijking van temperatuurschalen met het kook- en vriespunt van water en het absolute nulpunt. (niet op schaal).

Landen die Fahrenheit (°F) gebruiken.
Landen die zowel Fahrenheit (°F) als Celsius (°C) gebruiken.
Landen die Celsius (°C) gebruiken.

Fahrenheit, genoteerd als °F is een temperatuurschaal, bedacht door Gabriel Fahrenheit. De graad Fahrenheit is geen SI-eenheid voor temperatuur, dit is namelijk de kelvin. De schaalverdeling in Fahrenheit laat kleinere stappen zien dan die van kelvin of Celsius.   

## Herkomst en gebruik
Volgens een artikel dat Fahrenheit zelf schreef in 1724, is zijn schaal gebaseerd op drie referentiepunten. Het nulpunt werd verkregen door de thermometer in een mengsel van ijs, water en ammoniumchloride (een zout) te plaatsen, dat een temperatuur heeft van −17,8 °C. Dit was in die tijd een veel gebruikte methode om een lage temperatuur te krijgen. Fahrenheit kon het dan ook gebruiken tijdens zijn reizen. 
Het tweede referentiepunt, 32 °F, vond hij door de thermometer in zuiver water te plaatsen waarop ijsvorming plaatsvond (de temperatuur van het water is als er ijs op drijft bij het vriespunt constant). Een derde en laatste referentiepunt werd bepaald door de lichaamstemperatuur van een gezond persoon, gemeten in de mond of onder de oksel. Het temperatuurverschil tussen dit derde punt en het tweede punt is ongeveer twee keer zo groot als tussen het nulpunt en het tweede punt, dus ongeveer 64 °F. Hij stelde dit derde punt op 96 °F.
Op die manier bedroeg het verschil tussen het smeltpunt van ijs (32 °F) en de lichaamstemperatuur (96 °F) 64 graden, wat hem toeliet zijn schaal op zijn instrumenten aan te brengen door het interval zes keer in tweeën te delen. Water kookt bij 212 °F.
Fahrenheit kwam met zijn schaalverdeling in 1724, eerder dus dan Anders Celsius, die in 1742 de temperatuurverdeling in graden Celsius definieerde. Fahrenheit baseerde zijn temperatuurschaal op eerder werk van Ole Christensen Rømer, die in 1701 de Rømer-schaal ontwikkelde.
De schaal werd gedurende lange tijd veel gebruikt, ook in Europese landen. In een publicatie in een Nederlandse krant uit 1760 werden temperatuurmetingen bij de zoektocht naar lage temperaturen uitgevoerd met de schaal van Delisle (of de L'Isle) en vergeleken met die van Fahrenheit. Pas in 1838 werd er voor het eerst in een Nederlandse krant gepubliceerd over de schaal van Celsius, in vergelijking met die van Fahrenheit. Sinds de jaren 1960 werd het gebruik van de Celsius schaal internationaal steeds meer de standaard.
De fahrenheitschaal wordt in het eerste kwart van de eenentwintigste eeuw nog voornamelijk gebruikt in het dagelijks leven in de Verenigde Staten en enkele landen met historische banden met de VS, zoals Liberia, de Marshalleilanden, Micronesië, en Palau. Het gebruik is gebaseerd op conventie en niet wettelijk voorgeschreven. In wetenschappelijke en technische toepassingen worden Celsius en Kelvin gebruikt. Daarnaast wordt de fahrenheitschaal nog incidenteel gebruikt door de oudere generatie in landen zoals het Verenigd Koninkrijk, Australië, Canada, India, en Jamaica, waar deze schaal vroeger gebruikelijk was.

## Conversie tussen temperatuurschalen
De conversietabel geeft voor de verschillende temperatuurschalen de omrekenformules.